# Válvula termiônica
Válvula termiônica (português brasileiro) ou válvula termiónica (português europeu), também chamada por vezes de tubo de vácuo é um dispositivo eletrônico formado por um invólucro de vidro de alto vácuo chamada ampola, contendo vários elementos metálicos. Criada e patenteada pelo físico e engenheiro eletricista britânico John Ambrose Fleming como válvula díodo, em 1904, graças aos avanços nas pesquisas do Efeito Edison. Ela é composta de um terminal de cátodo e uma placa como ânodo que permitem o fluxo de elétrons em um único sentido.
Dois anos depois, em 1906, foi melhorada pelo também físico e inventor americano Lee De Forest, que propôs um terceiro eletrodo, chamado de grade, que possibilitou controlar além da direção, também a intensidade do fluxo de elétrons, assim como os transistores que nas décadas seguintes viriam a substituir as válvulas por superarem os problemas relacionados à dissipação de energia por calor, tensões elevadas para operação, vida útil e custo. Apesar do declínio em popularidade, elas ainda têm destaque no campo musical, sendo ainda empregadas em circuitos de amplificadores profissionais de áudio. Já na eletrônica de potência, semelhante ao SCR e TRIAC, foram usadas as válvulas Tiratron, que ao invés de vácuo eram preenchidas com gás ionizável e permitiam um controle adicional de condução por tensão de disparo.

## Aspectos históricos

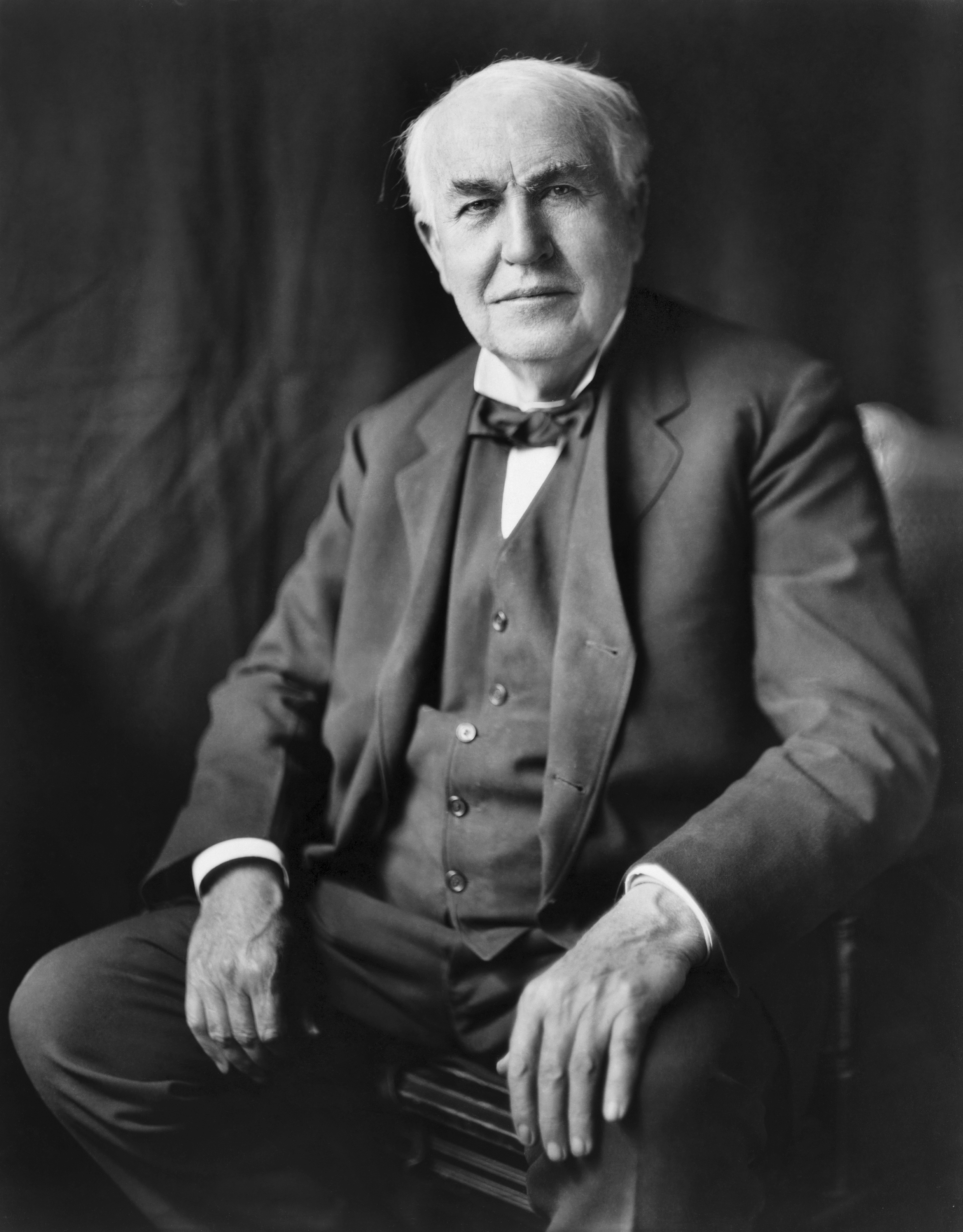
Thomas Edison, o "Feiticeiro de Menlo Park".

Thomas Edison e sua equipe de engenheiros em 1880 detectaram o efeito que possibilitou que as válvulas termiônicas fossem criadas décadas mais tarde.  A constatação surgiu após observações em testes de lâmpadas incandescentes com filamento de carbono. Edison não conseguiu explicação, mas tentou novamente entender o fenômeno após a instalação das primeiras usinas e sistemas de distribuição de energia. Entretanto, erroneamente associou que se tratava de uma corrente de partículas de carbono carregadas e não procurou maiores explicações. O nome desse efeito surgiu pelo engenheiro elétrico Galês William Preece em 1885, um ano após Edison ter patenteado o fenômeno que poderia ter rendido o papel de pai da eletrônica.

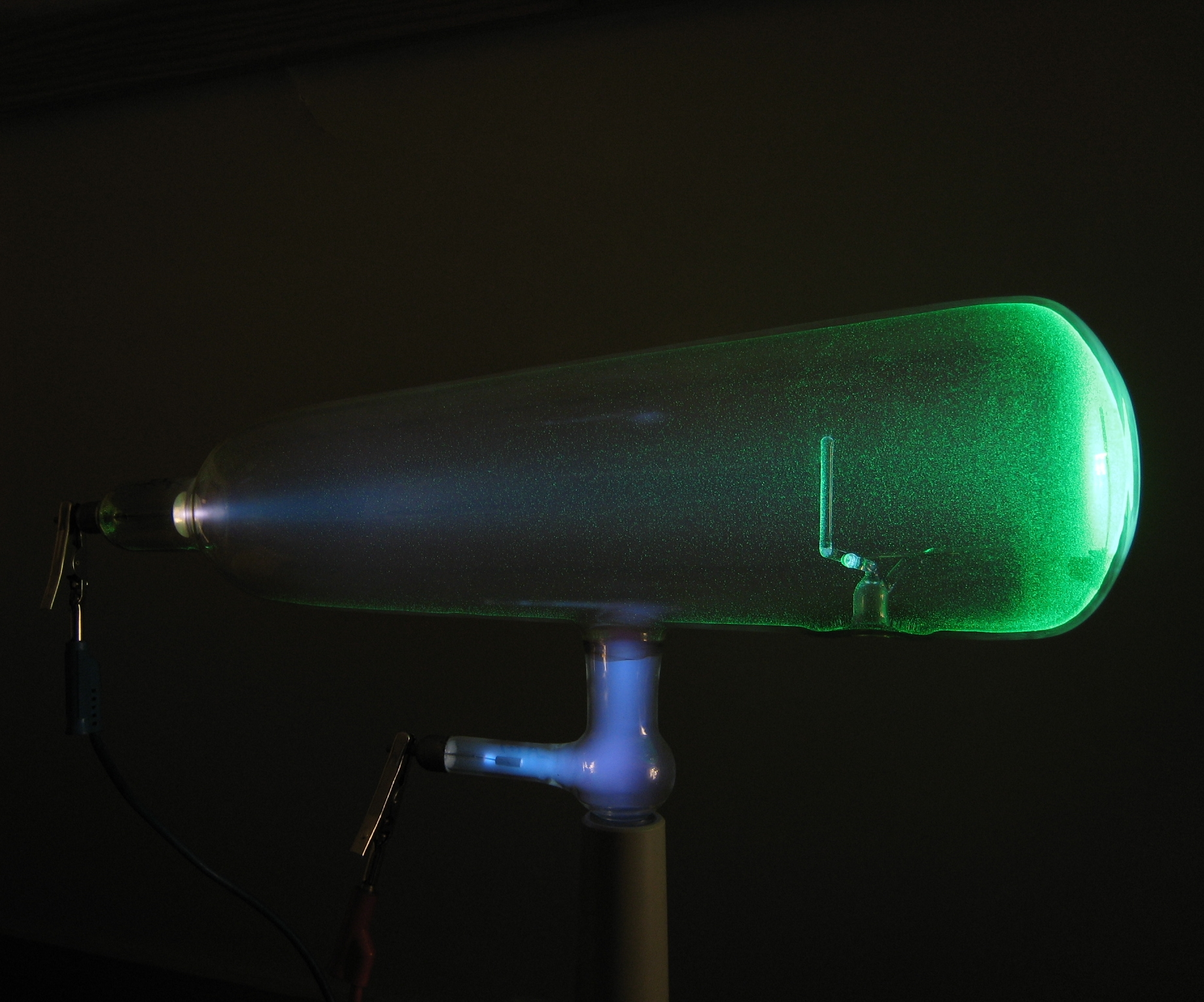
Tubo de Crookes, criado por William Crookes.

Neste período ainda não existia o conhecimento dos elétrons, descobertos pelos trabalhos de Joseph John Thomson no período entre 1897 e 1899. Isso só foi possível aos avanços nos estudos de descarga elétrica nos gases que proporcionaram criar a lâmpada fluorescente e a observação do efeito chamado de raios catódicos pelo físico Eugen Goldstein em 1876. A importância histórica foi grande, principalmente porque a evolução deste tema levaram a criação do tubo de Crookes pelas conclusões do trabalho do químico britânico William Crookes em 1879.

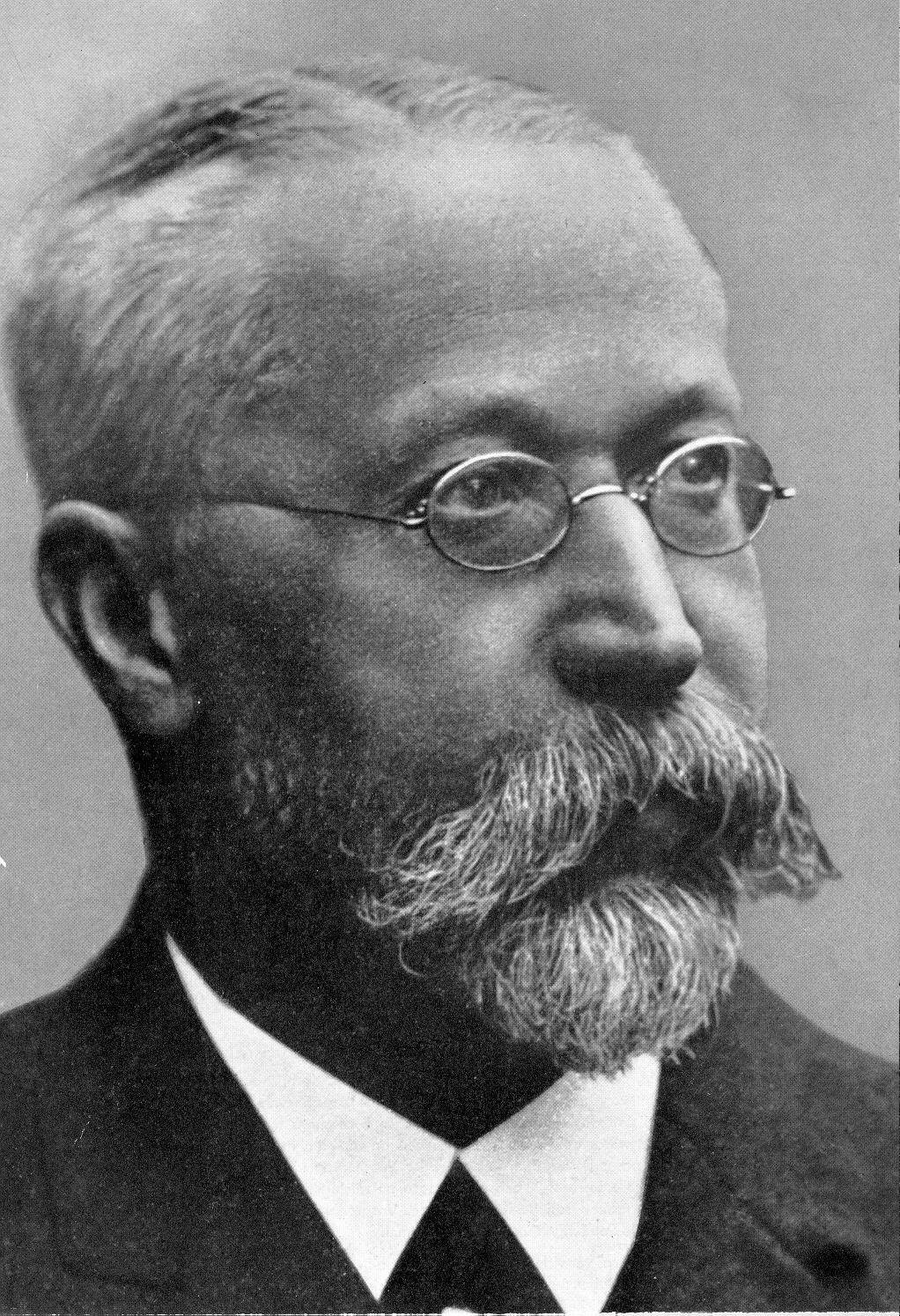
Karl Ferdinand Braun, construtor do tubo de raios catódicos.

A construção do tubo de raios catódicos (CRT) em 1987 pelo físico alemão Karl Ferdinand Braun foi baseada no tubo de Crookes. Esse instrumento media a tensão aplicada por um desvio proporcional dos raios catódicos. Isso não só levou a construção do osciloscópio de raios catódicos em 1910, como futuramente foi base tecnológica de raio-X, radares e televisores.

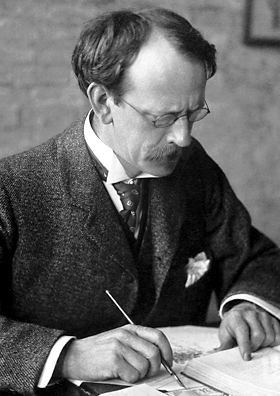
Joseph John Thomson, vencedor do Prêmio Nobel pela identificação dos elétrons.

Um físico americano, entre 1897 e 1899, também se destacou e entrou para história ganhando um prêmio Nobel em 1906 pelo trabalhos utilizando o tubo de Crookes. Joseph John Thomson identificou os elétrons por meio de experimentos que foram fundamentos no cálculo da razão carga-massa e conduziu a concluir que a descarga elétrica observada era independente do gás no interior dos tubos (cátodo).
Apenas em 1902 o efeito Edison foi explicado por um ex-aluno de Thomson, em mais um trabalho que rendeu o prêmio Nobel de 1928 ao físico inglês Owen Willans Richardson. Ele propôs que o fenômeno é dado por uma lei dependente da temperatura  e sugeriu no lugar o termo efeito termiônico.

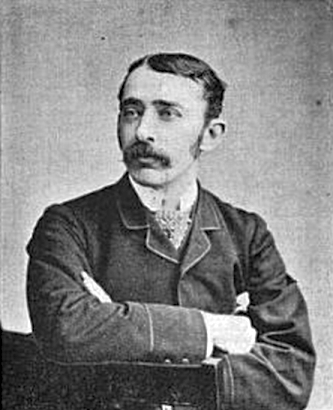
John Ambrose Fleming (1849-1945), inventor da válvula diodo termiônica.

A partir da exploração desses estudos, John Ambrose Fleming em 1904 lançou o projeto patenteado da válvula termiônica, capaz de ser aplicada como retificador e detector de sinal e que nos anos seguintes passou por melhorias. Fleming junto com Marconi ajudaram na popularização o rádio com a invenção, inclusive, em 1901 realizaram o transmissão da primeira mensagem sem fio transatlântica com origem da estação Poldhu (Cornualha) para Signall Hill (Terra Nova e Labrador), onde Marconi a recebeu. O diodo continuou sendo melhorado e o seu criador foi premiado com a medalha de honra pelo Instituto de Engenheiros de Rádio em 1933, anos após ser eleito cavalheiro em 1929.
Depois da válvula diodo, Robert von Lieben construiu e patentou o relé de feixe de cátodo, uma variação do CRT que desviava um feixe de elétrons a partir do campo magnético gerado por corrente passando por uma bobina, e não mais por campo elétrico pela diferença de potencial como no modelo do tubo indicador de raios catódicos de Ferdinand Braun. Com a adição por Lieben de uma grade de controle foi possível amplificar sinais. Essa modificação transformou o equipamento no primeiro amplificador da história eletrônica.

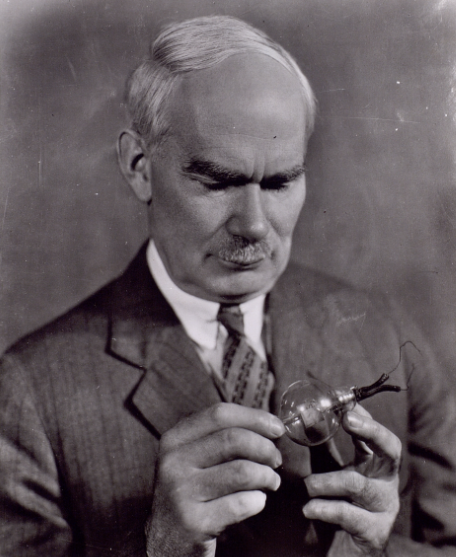
Lee De Forest, inventor que patenteou a válvula triodo.

Semelhante foi o trabalho de Lee De Forest, que tinha grande interesse pelo rádio e em 1906 fez o pedido de patente de uma nova válvula termiônica que foi batizada como "Audion". Ela agora tinha além dos eletrodos de placa (anodo) e catodo, passou pela adição de um terceiro eletrodo de controle de fluxo também chamado de grade. Contudo, essa ideia não é original e já estava sendo discutida pelos físicos alemães Johann Elster e Hans Geitel. Um ano depois ele fundou a De Forest Radio Telephone Company, usando seu trabalho para mostrar a amplificação de sinais analógicos sem discretização, diferente da transmissão para o Morse, que tem princípio de funcionamento de sinais digitais. A organização falhou, entretanto, com ela Forest ficou conhecido como pai da radiofusão pública ao transmitir uma apresentação  de Enrico Caruso no Metropolitan Opera de Nova York.

## Constituição interna

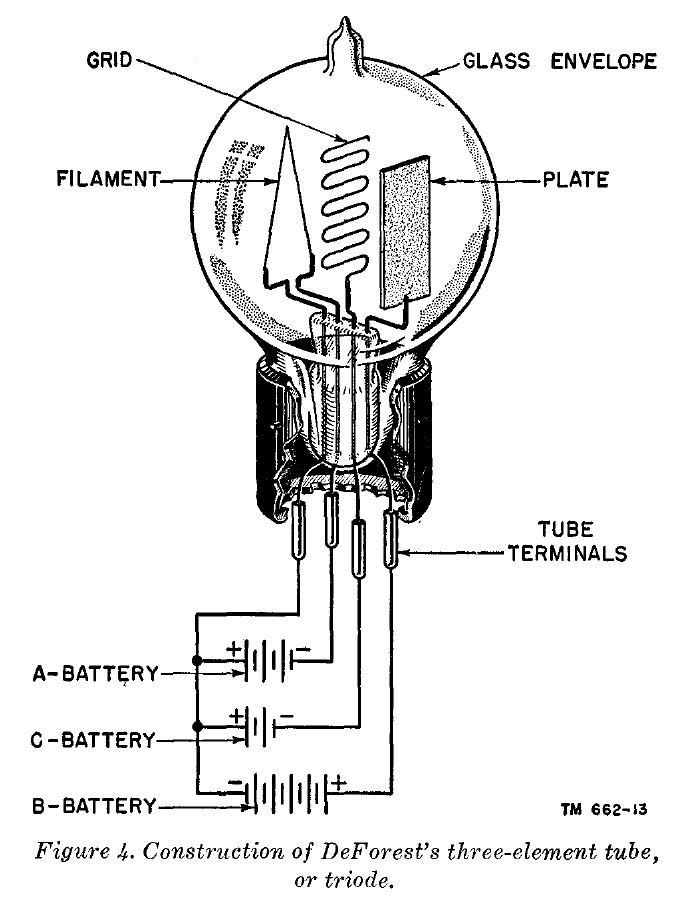
Exemplo de constituição dos Triodos

As válvulas termiônicas são normalmente constituídas por um tubo de vidro a vácuo em cujo interior há elementos metálicos como o filamento, catodo, placa (ânodo) e grade. O filamento é o responsável pelo aquecimento do catodo. Desta forma, ao passar uma corrente elétrica no catodo, junto ao seu aumento de temperatura em decorrência do acionamento do filamento, é provocado o efeito Edison com a emissão da chamada "nuvem" de elétrons ou "carga espacial" que podem ser, dependendo de uma diferença de potencial aplicada na placa, atrair (positiva) ou repelir (negativa) elétrons. Esse comportamento é o que caracteriza a válvula diodo termiônica, permitindo a passagem de corrente em um único sentido apenas.
Já a grade, chamada também de tela, foi introduzida nos triodos como uma tela de metal, funcionando de tal forma que controlasse a corrente entre anodo e catodo pela aplicação de um sinal de tensão que dependendo de sua polarização, aumenta, diminui ou até mesmo bloqueia o fluxo eletrônico. Essa adição permitiu o uso do dispositivo como amplificador de sinais, passando por novas variações além da válvula tríodo (uma grade), como tetrodo (duas grades) e pentodos (três grades).

## Diodos

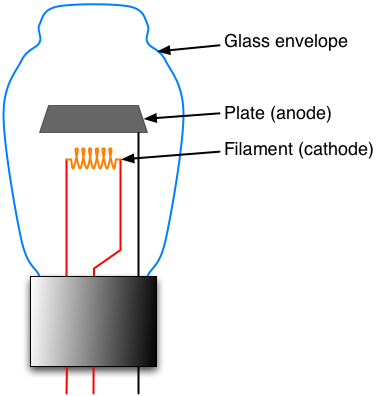
Diagrama simplificado de uma válvula diodo.

Díodos termiônicos são válvulas eletrônicas de construção mais simplificada, inicialmente construídos por Thomas Alva Edison antes da invenção da lâmpada incandescente.
O díodo é formado mecanicamente de um filamento, cuja função é aquecer ao cátodo, acelerando desta forma os elétrons em direção ao ânodo, ou placa, que consiste num invólucro metálico que veste ao cátodo e filamento.

## Funcionamento

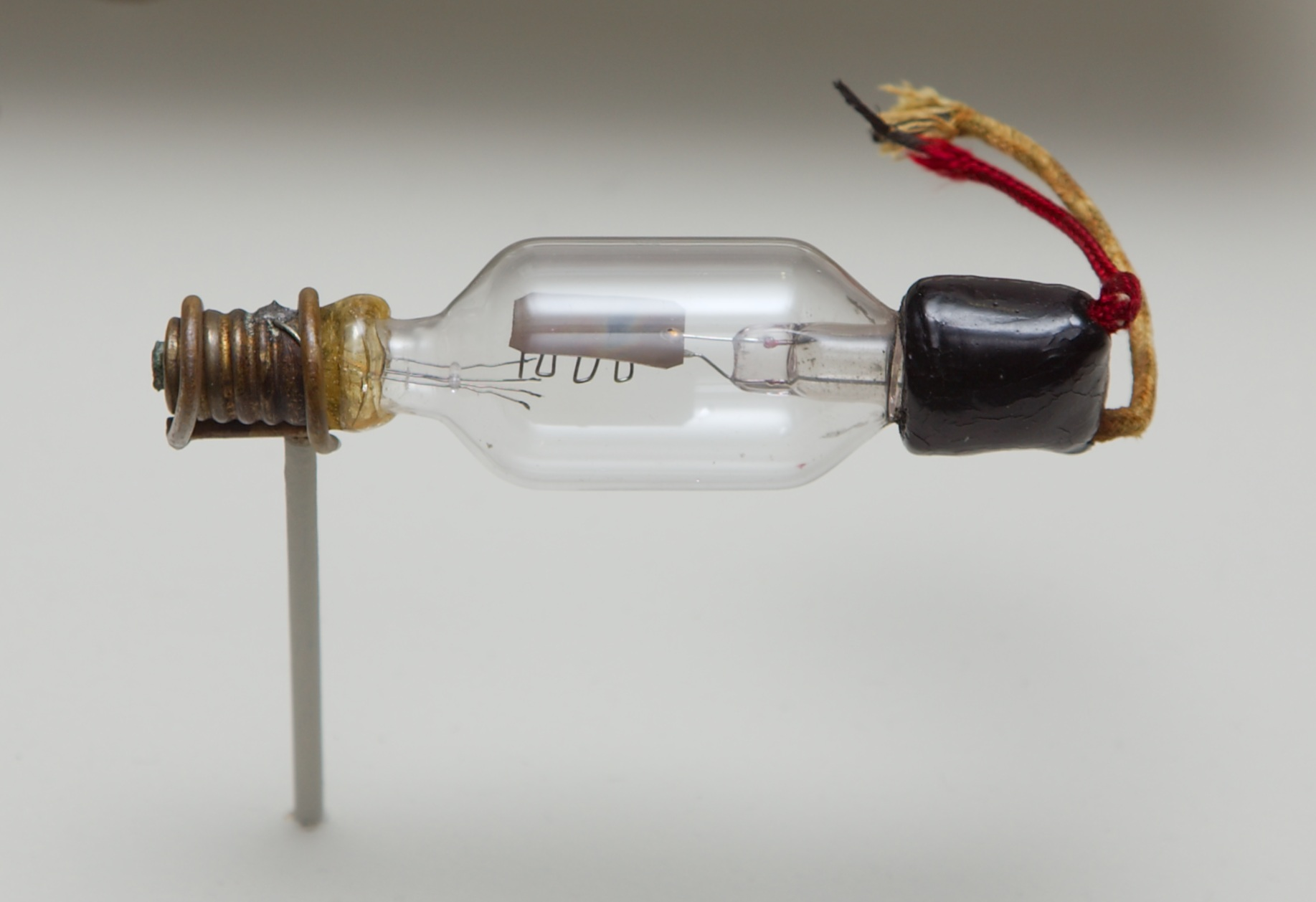
Válvula tríodo utilizada em 1906.

O funcionamento do diodo termiônico é bem simples, ao ligarmos uma bateria e um miliamperímetro em série, sendo o polo positivo à placa e o polo negativo ao cátodo, este sendo aquecido a determinada temperatura e a partir de uma certa tensão elétrica aplicada ao sistema, começará fluir uma corrente elétrica constante entre cátodo e placa (ânodo), não importando a oscilação da tensão, a intensidade de corrente será sempre a mesma, a este fenômeno se deu o nome de efeito Édison.
Pulsos eletromagnéticos intensos, gerados pela explosão de bombas nucleares em elevadas altitudes, podem danificar aparelhos eletrônicos. As válvulas, assim como lâmpadas incandescentes e rádios com antenas internas, possuem relativa imunidade a tais pulsos. O sistema de comunicações das forças militares do Pacto de Varsóvia utilizaram equipamentos valvulados até fins dos anos 1980, provavelmente como forma de prevenir a danos causados por pulsos eletromagnéticos.

## Princípio do efeito Edison
Qualquer que seja a polaridade na placa, sempre haverá Efeito Édison, pois os elétrons saltam para o espaço que rodeia ao cátodo formando uma nuvem em grande agitação. A esta nuvem se dá o nome de nuvem eletrônica, que é uma carga espacial negativa que rechaçará constantemente os elétrons para o cátodo e para trás à medida que são emitidos. Este fenômeno é tão efetivo que nenhum dos elétrons atinge a placa, qualquer que seja a tensão elétrica aplicada, para a placa estando negativa.

## Polarização
Ao polarizarmos tensão positiva à placa, os elétrons de carga espacial são atraídos, portanto o fluxo de corrente será baixo.
Aumentando a tensão de placa, estando a temperatura de cátodo constante, será atraído maior número de elétrons para a placa e quase não haverá retorno ao cátodo. Haverá um momento neste aumento de tensão em que o diodo atingirá o ponto de saturação, onde todos os elétrons serão absorvidos.
O diodo termiônico só deixa passar a corrente elétrica num sentido, funcionando como retificador.

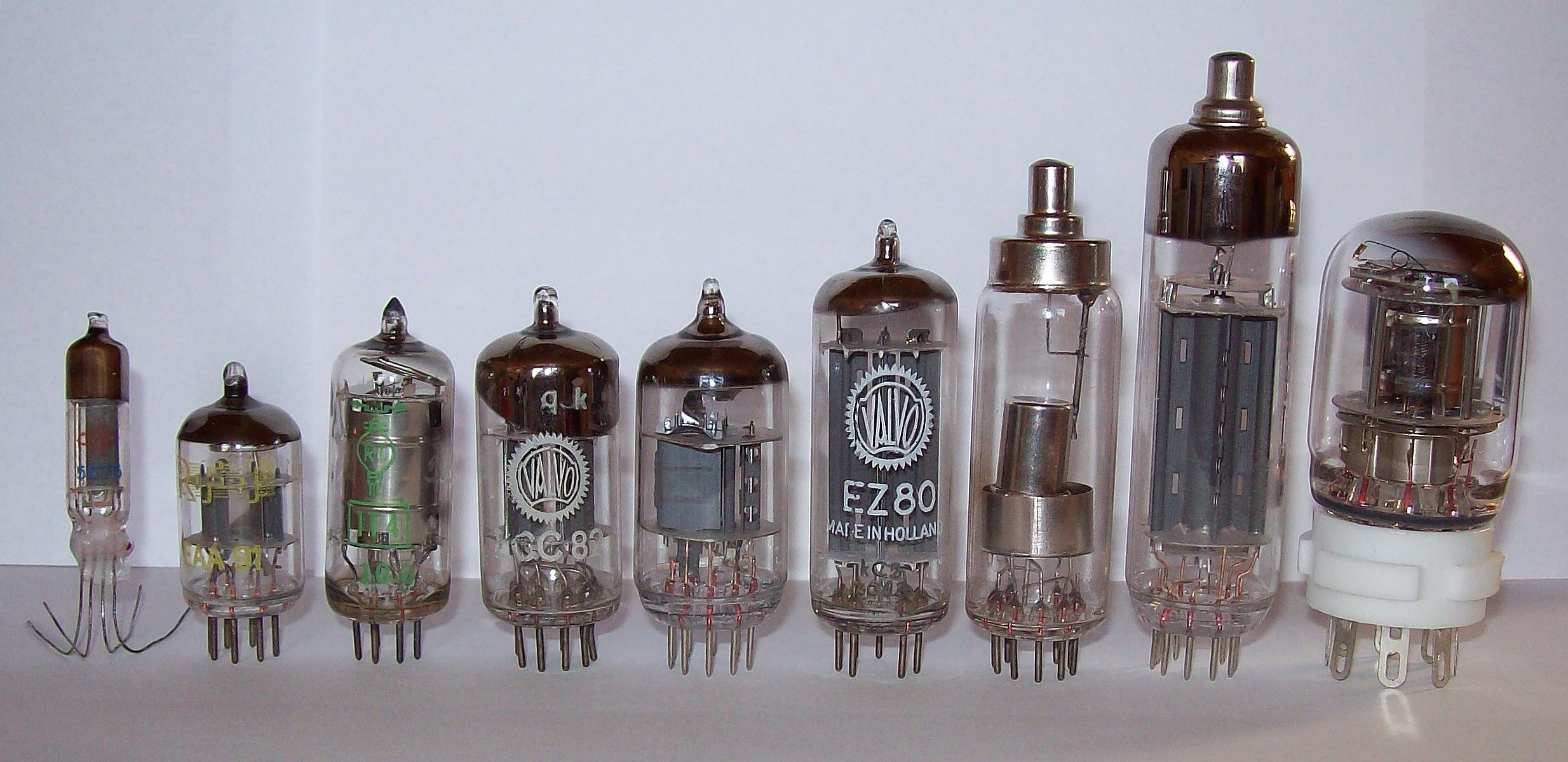
Válvulas para diversas aplicações.

## Válvulas de potência

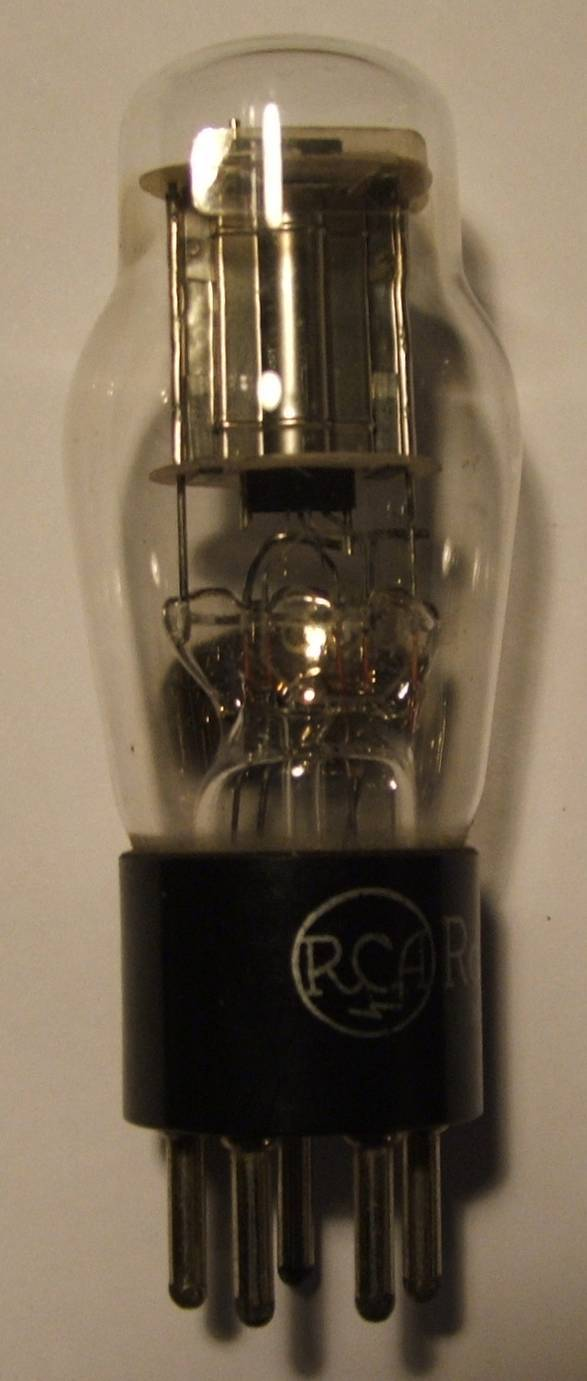
Válvula tiratron modelo 885 da RCA.

Atualmente ainda são fabricadas válvulas de potência para radiofrequência. Este tipo de válvula termiônica é utilizada em amplificadores de radiofrequência e em transmissores de menos de um  kilowatt até muitos kilowatt.
Estas válvulas são de construção moderna e aliam alta potência à robustez mecânica. A placa ou ânodo deste tipo de dispositivo é fabricada com grafite ou metais sinterizados. Isto se deve para suportar altas temperaturas e altas dissipações térmicas.
Algumas válvulas de alta potência possuem em suas composições ligas que contém alguns tipos de materiais cerâmicos e metálicos.
Além da utilização em emissoras de radiodifusão e televisão, algumas espécies de válvulas de potência ainda fabricadas são utilizadas em equipamentos de eletromedicina, como bisturís eletrônicos e equipamentos de diatermia para tratamento fisioterápico.
Muitos não sabem, mas os fornos de microondas possuem uma válvula de alta potência chamada Magnetron. Essa válvula é a responsável pelo sinal de radiofrequência que esquentam os alimentos.

## Uso de válvulas em alta fidelidade
Atualmente se empregam válvulas para uso em aparelhos de som de alta fidelidade, que também são conhecidos como hi-fi. Esses aparelhos possuem uma excelente qualidade de reprodução sonora, tida como melhor que os transistorizados.

## Uso de válvulas em amplificadores e modificadores para instrumentos musicais

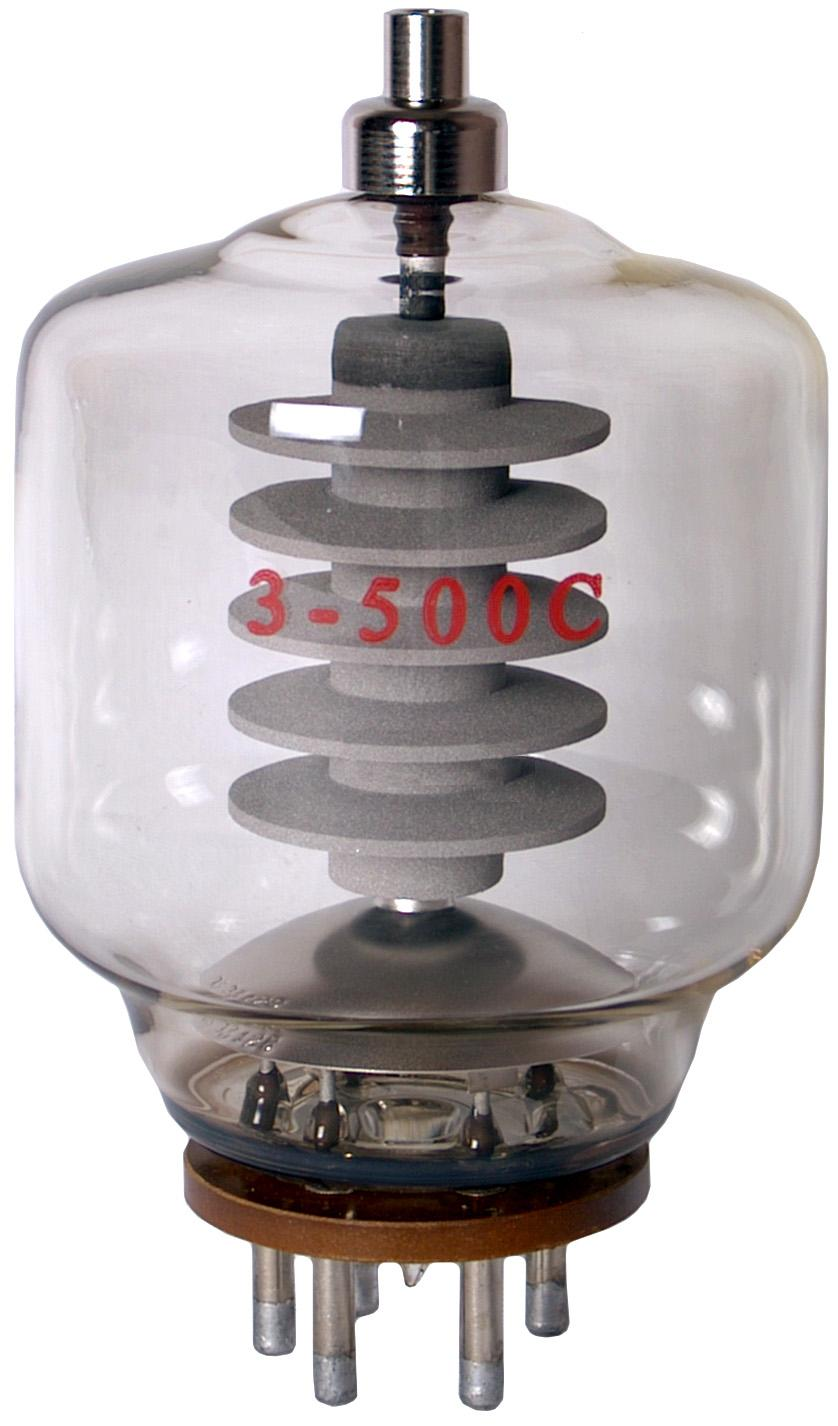
Válvula de potência ainda fabricada.

Desde a criação dos amplificadores transistorizados até os dias atuais existe um conjunto de audiófilos que consideram o som de amplificadores valvulados como superiores em qualidade sonora. Esses audiófilos frequentemente consideram o "som do transistor" como bastante artificial e áspero para a maioria das aplicações em instrumentos musicais, especialmente a guitarra elétrica. 
Nunca se deixou de se empregar válvulas para uso em amplificadores para guitarras elétricas, que possuem um som mais aveludado e macio, mesmo com altas taxas de distorção. A distorção harmônica introduzida por circuitos valvulados é de ordem quadrática, guardando semelhanças com amplificadores do tipo MOSFET baseados em transístores. Os amplificadores valvulados, contudo, possuem um grande e pesado transformador causador de impedância na saída; um dos motivos para que o som valvulado pareça mais agradável nos ouvidos de audiófilos talvez possa ser explicado pelos princípios do som valvulado que consiste em um amplificador de tensão elétrica (o som transistorizado é um amplificador de corrente elétrica) e pelo fato da própria natureza da presença do transformador de casamento de impedância, cujo núcleo de liga de ferro-silício acaba por tornar mais suaves os sons de alta frequência devido às perdas de potência devidas ao ciclo de histerese. 
O fascínio pelos valvulados sempre existiu, mas a partir da segunda metade da década de 1990 vemos um renascimento no interesse por esses aparelhos. Atualmente, todos os grandes fabricantes de amplificadores para guitarra elétrica têm modelos valvulados, há uma infinidade de artesãos que os constroem sob encomenda e mesmo músicos com algum tino para eletrônica se arriscam a montar seus próprios 'amps'.

## Imagens
| Dispositivos valvulados:   | Dispositivos valvulados:               | Dispositivos valvulados: | Dispositivos valvulados:                                          | Dispositivos valvulados:                                                               |
| -------------------------- | -------------------------------------- | ------------------------ | ----------------------------------------------------------------- | -------------------------------------------------------------------------------------- |
| Radar:                     | Televisão:                             | Pré-amplificador:        | Computador:                                                       | Rádio:                                                                                 |
|                            |                                        |                          |                                                                   |                                                                                        |
| Wurzburg (Alemanha, 1940). | Magneti Marelli RV 175 (Itália, 1938). | Luxman CL-32 (Japão).    | Colossus (Reino Unido, 1943). Réplica do modelo Mark II, de 1944. | Aparelho da Zenith Electronics (EUA, c. 1937), característico da Era de Ouro do Rádio. |